# Technoire
|  | Denne artikel er oprettet af botten PalnaBot ud fra en ekstern database. Den kan derfor have sproglige fejl eller mangler. Denne skabelon kan fjernes efter kontrol af indholdet. |

Technoire er en film instrueret af Per Flyvehavn.

## Handling
Dette er den første episode af de extravagante eventyr om Kaptajn Lionel O jenzen. En grufuld rejse væk fra Gore-Scope planeten og ind i det store tomme rum... Fortsættelse følger...